# فيليبي مونيوث فلوريس
فيليبي مونيوث فلوريس (بالإسبانية: Felipe Muñoz Flores)‏ (4 أبريل 1985 بسانتياغو في تشيلي - ) هو لاعب كرة قدم تشيلي في مركز الدفاع. شارك مع منتخب تشيلي تحت 20 سنة لكرة القدم. أما مع النوادي، فقد لعب مع كولو-كولو ونادي بالستينو ونادي كوكيمبو أونيدو وأونيفرسيداد دي كونسيبسيون ‏.

## وصلات خارجية
- فيليبي مونيوث فلوريس على موقع قاعدة بيانات كرة القدم.إي يو (الإنجليزية)
- فيليبي مونيوث فلوريس على موقع AS.com (الإسبانية)